# Eduard von Fransecky
Eduard Friedrich Karl von Fransecky (16 tháng 11 năm 1807 – 22 tháng 5 năm 1890) là một tướng lĩnh trong quân đội Phổ, đã có nhiều đóng góp đến việc thành lập Đế quốc Đức tháng 1 năm 1871. Ông đã trở thành một sĩ quan của Phổ vào năm 1825, từng tham chiến chống Đan Mạch năm 1848. Về sau, với vai trò là một viên tướng, ông đã tham gia tích cực trong cuộc Chiến tranh Áo-Phổ năm 1866 và Chiến tranh Pháp-Đức các năm 1870 – 1871.

## Tiểu sử
Fransecky đã chào đời vào năm 1807 tại Gedern trong một gia đình quân sự. Vào năm 1818, ông nhập học trong một trường thiếu sinh quân của Phổ tại Potsdam. Đến năm 1825, ông được giao nhiệm vụ cầm cờ trong Trung đoàn Bộ binh số 16 ở Düsseldorf. Từ năm 1834 cho đến năm 1857, Fransecky đã phục vụ trong Cục Sử học của Bộ Tổng tham mưu Phổ. Ông đã thể hiện khả năng của mình trong cuộc Chiến tranh Schleswig lần thứ nhất chống Đan Mạch vào năm 1848, phục vụ tại Schleswig.
Vào năm 1857, ông trở thành tư lệnh của một trung đoàn. Sau đó, từ năm 1860 cho đến năm 1864, ông được bổ nhiệm làm sĩ quan chỉ huy của đạo quân chư hầu Oldenburg của Phổ. Sau đó, ông trở về nước, được thăng cấp Thiếu tướng vào tháng 11 năm 1864, và lên chức Trung tướng năm 1865. Ông được trao cho quyền chỉ huy Sư đoàn số 7 đóng quân tại Magdeburg. Trong cuộc Chiến tranh Áo-Phổ năm 1866, quân ông đã giao tranh với các lực lượng đông hơn nhiều của Áo tại trận Münchengrätz, góp phần mang lại một thắng lợi quyết định cho quân đội Phổ. Ngoài ra, ông cũng đóng một vai trò quan trọng trong trận Königgrätz.
Trong trận đánh cuối cùng của cuộc chiến vào ngày 22 tháng 7 năm 1866, Fransecky đã tấn công trực diện vị trí phòng ngự của quân đội Áo, trong khi hai trung đoàn dưới quyền tướng von Bose bọc sườn đối phương theo một đường núi. Vận động bọc sườn của Bose đã thành công, cắt đường rút của quân Áo một khi họ bị Fransecky đánh bại. Song, trận chiến đã chấm dứt sau khi cả hai bên đều nhận được tin về hiệp định đình chiến giữa hai nước. Nhờ những cống hiến của ông đối với các lực lượng Phổ trong cuộc chiến tranh, ông đã được tặng thưởng Huân chương Quân công (Pour le Mérite). Từ năm 1867 cho đến năm 1869, von Fransecky đã phục vụ như một thanh tra trong quân đội Sachsen. Vào năm 1870, Fransecky đã trở thành tướng tư lệnh của Quân đoàn II của Phổ. Trong cuộc Chiến tranh Pháp-Đức, Quân đoàn II của Phổ là một phần thuộc Tập đoàn quân số 2 của Đức dưới quyền chỉ huy của Hoàng thân Friedrich Karl. Fransecky đã thể hiện khả năng của mình trong trận chiến tại Gravelotte, nơi quân ông đã ứng chiến sau một cuộc hành binh cấp tốc kéo dài 16 tiếng đồng hồ. Sau trận Gravelotte, Quân đoàn II cũng tham gia vào cuộc vây hãm Metz. Sau khi người Đức hạ được pháo đài Metz, Fransecky và Quân đoàn II dưới quyền của ông được đưa đến Paris. Trong cuộc vây hãm Paris, Fransecky được giao quyền chỉ huy các đạo quân giữa sông Seine và Marne.
Cuối năm 1870, quân đội Pháp ở Paris dưới quyền tướng Ducrot đã phát động các đợt tấn công lớn để phá vòng vây của quân đội Đức, nhưng chỉ chiếm được Champigny và Bry. Viện binh của Đức gồm các thành phần thuộc Quân đoàn II và VI do Fransecky chỉ huy đã được điều đến Villiers, và vào ngày 2 tháng 12 năm 1870, ông phát động các cuộc phản công vào Champigny và Bry. Quân ông ban đầu giành thắng lợi nhanh chóng, nhưng rồi quân Pháp đã giành lại được Champigny và Bry. Mặc dù vậy, trước sự cứng rắn của các chiến tuyến của quân Đức, quân Pháp sau khi chịu thiệt hại rất nặng nề đã bị buộc phải triệt thoái qua sông Marne. Vào tháng 1 năm 1871, Quân đoàn II được biệt phái khỏi cuộc vây hãm và được đặt trong Tập đoàn quân phía Nam mới được thành lập dưới quyền tướng Edwin von Manteuffel. Dưới sự chỉ đạo của Manteuffel, Fransecky đã tham gia trong các chiến dịch ở Côte-d'Or và Jura chống lại Tập đoàn quân phía Đông dưới quyền Bourbaki. Sau khi các lực lượng của Bourbaki bị đánh bại trong trận Pontarlier và bị buộc phải rút chạy qua biên giới Thụy Sĩ, Fransecky đã được bổ nhiệm làm tướng tư lệnh của Quân đoàn XIV tại Strassbourg và được tặng thưởng Lá sồi gắn vào Huân chương Quân công.
Sau khi cuộc chiến tranh kết thúc, ông đã được ban thưởng 150.000 thaler. Vào năm 1879, ông được bổ nhiệm làm Thống đốc thành phố Berlin. Đến năm 1882, ông từ chức Thống đốc do vấn đề sức khỏe. Eduard von Fransecky qua đời ngày 22 tháng 5 năm 1890 ở Wiesbaden.